# Затрапезный, Иван Максимович
Иван Максимович Затрапезный или Затрапезнов (22 мая 1695 года — 8 сентября 1741 года) — ярославский купец гостиной сотни. Был самым видным из семьи Затрапезных, основатель и первый директор ярославской полотняной мануфактуры.

## Биография
Известно, что Иван Затрапезный бывал и учился за границей; по семейным преданиям, его туда взял с собою Пётр Великий и, озабочиваясь подготовкой лиц из русского купечества, способных самостоятельно вести и распространять мануфактурное дело, направил для изучения полотняного дела в Голландию, полотняным делом занимался и отец Ивана, а позднее и его братья: Андрей (1679-?), Дмитрий (1697-?) и Гавриил (1711-?) (о которых, кроме Дмитрия, ничего почти неизвестно). 7 лет пробыл Затрапезный обучаясь за границей и, судя по его дальнейшей деятельности, провёл время не зря — научился очень многому.
С 1720 года, после утверждения «кумпанств», Затрапезный является одним из самых видных компанейщиков в полотняном деле, на которое Пётр Великий обращал большое внимание, нуждаясь в полотне для парусов. Выступал он обычно под фирмой отца: «Максим Затрапезный с сыновьями», но на документах всюду была подпись одного Ивана. Вклады их (около 1720 года) в одну полотняную мануфактуру (а занимались они не только ею) достигали огромной суммы 100 000 руб. Их превосходили только вклады Гончаровых. Чрезвычайное богатство Затрапезных породило в их семье много легенд. В числе таковых одна приписывает пожалование Петром Великим Ивану Затрапезному по возвращении его из-за границы 5 000 душ крестьян. Подтверждения этому преданию не находится, и богатство Ивана Затрапезного нужно скорее считать скопленным или его отцом или даже его дедом. К числу вещей, доставшихся ему по наследству, могло, например, относиться серебро в слитках, внесённое в 1726 году Затрапезными на монетный двор и обменянное на деньги.

### Создание полотняной мануфактуры
Создание знаменитой полотняной фирмы Затрапезных, с которой тесно связано имя Ивана Затрапезного, относится к 1720 году. Началось оно при участии знаменитого в то время на Руси мануфактуриста Ивана Тамеса. По указу Петра Великого Тамесу было повелено «у полотняныя фабрики быть директором и в компанию из купечества призывать к себе, кого хотят добровольно». На приглашение Тамеса отозвались Микляев, Шепелев, Пастухов, Мыльников, а Максим Затрапезный с его четырьмя сыновьями был назначен в компанейщики именным Высочайшим указом и вложил в предприятие сначала ничтожную сумму — 250 руб. на 46 тысяч, вложенных остальными 11-ю компанейщиками. Указом 22 декабря 1720 года, по докладу берг- и мануфактур-коллегий, Тамес и его компанейщики были утверждены правительством. Такое признание давало им много прав: «оных в службы государевы ни в какие не выбирать, постою на дворах их никого не ставить и судом и расправою, кроме сборов и татиных и убивственных дел, ведать их в коллегии берг и мануфактуры, покамест оные при той полотняной фабрике и в прямое существо оную фабрику производить будут», гласил изданный по этому случаю указ. «Фабрику» Тамес и компания обязывались содержать не менее 30 лет. В начале 1721 года в Москве Тамес и Максим Затрапезный, уже оказавшийся во главе дела, открывают полотняную мануфактуру.
28 июня 1722 года кладётся начало знаменитой ярославской полотняной мануфактуре. По приговору мануфактур-коллегии, Тамесу и Затрапезному отдан по описи с оценкою безденежно в Ярославле пустой двор, на котором в 1710 году делали широкие полотна пленные шведы. Кроме того, близ Ярославля, за рекою Которослью, на окраине села Меленки на Кавардаковском ручье дано им место для беления полотен. При фабрике разрешалось держать учеников, которые по указу оставались в этом звании 7 лет, а затем на 3 года определялись подмастерьями. Если они убегали, фабриканты имели право их ловить, а за укрывательство таковых держатели платили по 100 рублей штрафу. На 5 лет мануфактура освобождалась от всяких пошлин при торговле.

### Развитие полотняной мануфактуры

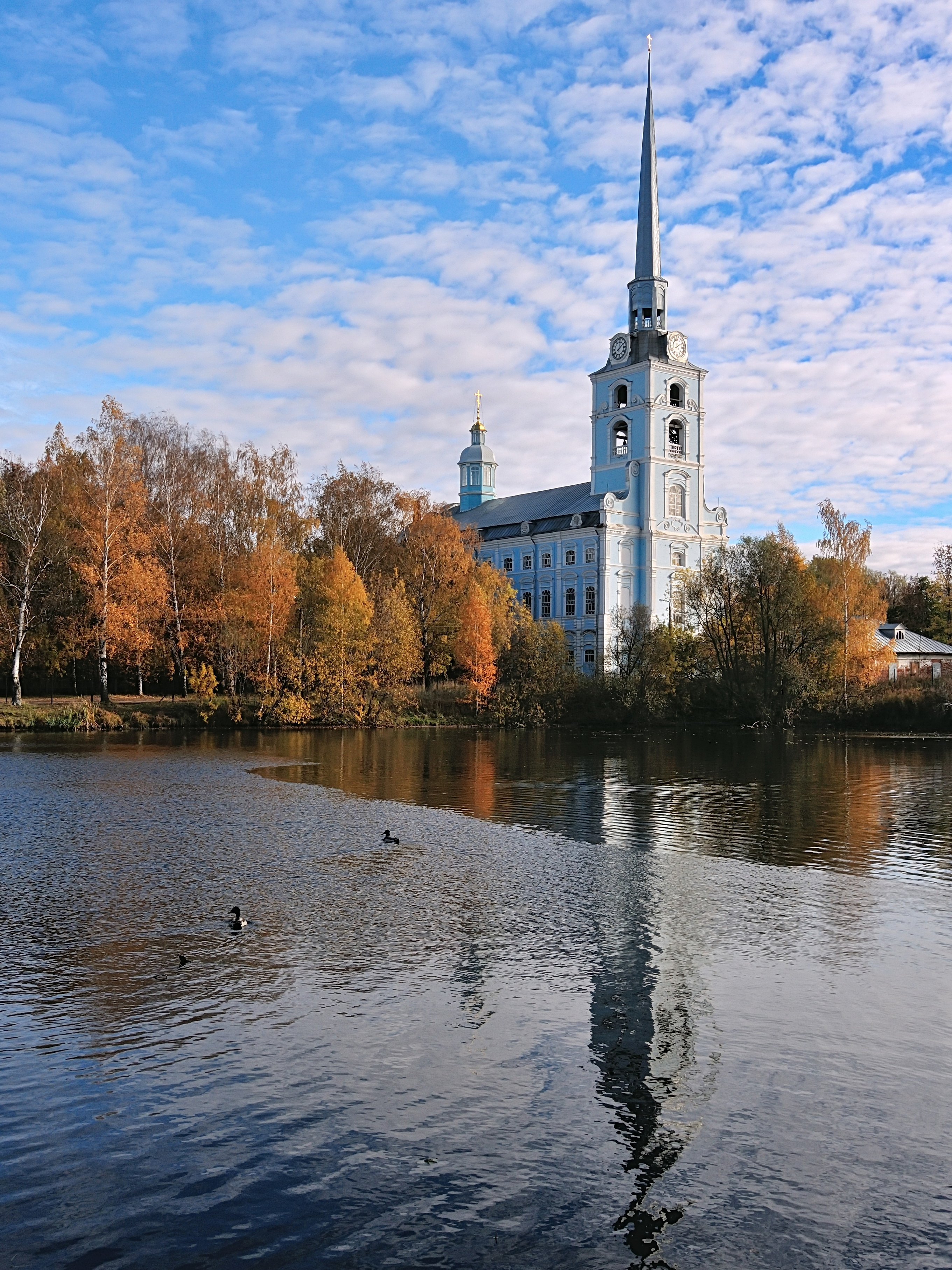
Церковь Петра и Павла при мануфактуре была построена «тщанием Ивана Максимовича Затрапезнова, который задумал храм как вечное напоминание об имени Великого Преобразователя России Петра I»

В 1724 году из Московского полотняного кумпанства вышли все компанейщики, кроме Тамеса и Затрапезного, а в 1725 году ярославская мануфактура переходит всецело в руки одних Затрапезных. В 1727 году умер Тамес, и с этого времени значение Ивана Затрапезного в полотняном деле во всей России становится особенно значительным. По его прошению мануфактур-коллегия отводит ему в Ярославле добавочно 23 тыс. м² земли для «размножения мануфактуры». 28 июля 1727 года, по постановлению Верховного Тайного Совета, Ивану Затрапезному выдана привилегия на устройство фабрики для выделки клеймёных платков из бумажной выбойки. 23 октября 1727 года, по указу Верховного Тайного Совета, имеющиеся «на коште» Её Величества в Петербурге и Красном Селе полотняные и коломянковые мануфактуры, бумажную ветряную мельницу и маслодельню велено отдать ярославцу гостиной сотни Ивану Затрапезному с братьями, с правом содержать эти мануфактуры в Ярославле или ином месте, где они захотят. Уплата за переданное им имущество была рассрочена на пять лет. Кроме того, весь инструментарий мануфактуры был отдан безвозмездно и также безвозмездно были переданы во владение Затрапезного подмастерья, ученики и мастера всех этих фабрик. Затрапезный заявил, что намерен перенести все вновь подаренные ему учреждения в Ярославль, и получил добавочное у реки Которосли место, «где была мельничная плотина», и другое «у кирпичных заводов Затрапезных». Бумага, которую стал выделывать Затрапезный, была освобождена от пошлины на 5 лет, а коломянка на 10 лет. Кроме того, в мануфактур-коллегии приступили к выработке привилегии для всех Затрапезных, «дабы оные Затрапезные с надеждою могли те мануфактуры и фабрики распространять и деньги употреблять без опасения».
Деятельность Затрапезных достигает в это время огромного развития. Они овладевают очень обширными внутренними рынками и даже заводят заграничные торговые сношения. Иван Максимович за четыре года на берегу Которосли, «где было непроходимое болото», создаёт целый городок с великолепным парком, осушает почву и, огораживая её от реки, устраивает «пруды и плотины не малыя». В мае 1728 года на казённые денежные дворы принято было 16 тонн меди, «вывезенной из-за границы заводчиком полотняной мануфактуры И. Затрапезным, и уплачено ему за неё пятикопеечниками». В уважение к его деятельности, в августе 1728 года ему сказана была Верховным Тайным Советом милость: дано заимообразно 5000 рублей с обязательством уплатить таковые в четыре года. После 1727 года уже не встречается упоминаний о Максиме Затрапезном, и, по-видимому, главой дома становится Иван.

### Глава дома Затрапезных
В царствование императрицы Анны Иоанновны дела Затрапезных пошатнулись, и им пришлось просить помощи от государства. 31 июля 1734 года, по именному указу, Ивану Затрапезному с братьями было выдано заимообразно 20 000 рублей, 8 августа они были освобождены «по изделиям их полотняной и бумажной фабрики в Ярославле» на пять лет от платежа внутренних пошлин, и им отведена была в оброчное содержание порожняя монастырская земля, прилегающая к их фабрикам. Кроме того, для облегчения уплаты большого долга Затрапезным разрешено было погашать его поставкой бумаги в присутственные места по ценам, которые и ранее им уплачивались (Указ от 31 июля 1734 года). В октябре следующего года Иван Затрапезный снова обращается к правительству с просьбой о поддержке. И на этот раз дело идёт о бумаге. В России для неё был плохой сбыт. В ней нуждалось преимущественно правительство и казённые учреждения. Частные лица покупали бумагу редко и в небольшом количестве, и Затрапезный просил обязать присутственные места брать от него писчую бумагу «по прежним указам» с зачётом должных им казне 20 000 руб. по 4 000 руб. в год, а за остальную поставку казне выдавать ему деньгами по установленным на бумагу ценам.
7 (18) января 1736 года, по именному указу, последовавшему на прошение владельцев мануфактуры, а в их числе и И. Затрапезного, рабочие были прикреплены к фабрикам и заводам: теперь в отношении обеспеченности дела опытными руками уже не было опасений, и Затрапезному не приходилось жаловаться на народ «дикий, неучёный, совершенно непонятный к мануфактурному делу», с которым он начинал своё предприятие в 1722 г. Теперь уже он мог не бояться, что мастера, прошедшие школу на его мануфактуре и завершившие её на его же счёт за границей, вернувшись, перейдут к другому фабриканту. З мая 1738 г., по именному указу, Иван Затрапезный пожалован был в директоры ярославской его полотняной фабрики в ранге коллежского асессора, как сказано в указе, «за труды его и не в пример прочим». Единовременно ему был выдан и другой указ: «для непомешания в фабричном деле губернаторам и воеводам и прочим обретающимся в городе Ярославе управителем, судом и расправою, кроме государственных дел, его, Затрапезного, не ведать, а ведать его во всем том коммерц-коллегии». В этом же указе видно, что если Затрапезный преуспевал в полотняном деле, то бумага по-прежнему ему не давалась. «А о приёме с заводов его бумаги для заплаты имеющегося на нём казённого долга для лучшего вспоможения оной ево фабрики продолжить ещё срок на шесть лет и отдавать ему тое бумагу в тех местах и по тем же ценам, как по указу 31 июля 1734 г. определено, и за оную, принятую у него бумагу, перво с него возвратить долг, а потом ему выдавать деньги из тех мест, куда у него бумага будет взята, по вышеупомянутым прежним апробованным ценам».
15 февраля 1740 года директор полотняных и других мануфактур Иван Затрапезный, или, как назван он в указе, Затрапезнов, по прошению его, не в пример прочим, пожалован был рангом коллежского советника. 8 сентября 1741 года Иван Затрапезный умер. Был похоронен в основанной им церкви Петра и Павла при мануфактуре.
Время управления делами Затрапезных Ивана Максимовича, этого «истинно первого манифактора, премудрого и искусного изобретателя», наиболее цветущее для ярославской полотняной мануфактуры. Особенно заметно оно было при ближайших преемниках Петра и в первую половину царствования Анны Иоанновны. При Петре не верили в возможность создания крупной полотняной промышленности в России. «Всем известно», писал Затрапезный, «что полотняная фабрика охулена и безнадёжна от многих мнилась…» Своей неутомимой энергией, затратой большого капитала и «чрез поездку за море в разные государства» Затрапезный создал казавшееся «безнадёжным». Недаром в девизе его мануфактуры написано: «Слава трудом рождённа». Правда, во второй половине царствования Анны Иоанновны уже замечается некоторая запутанность денежных дел Ивана Максимовича, зато в смысле расширения и разнообразия деятельности это действительно самое примечательное время.

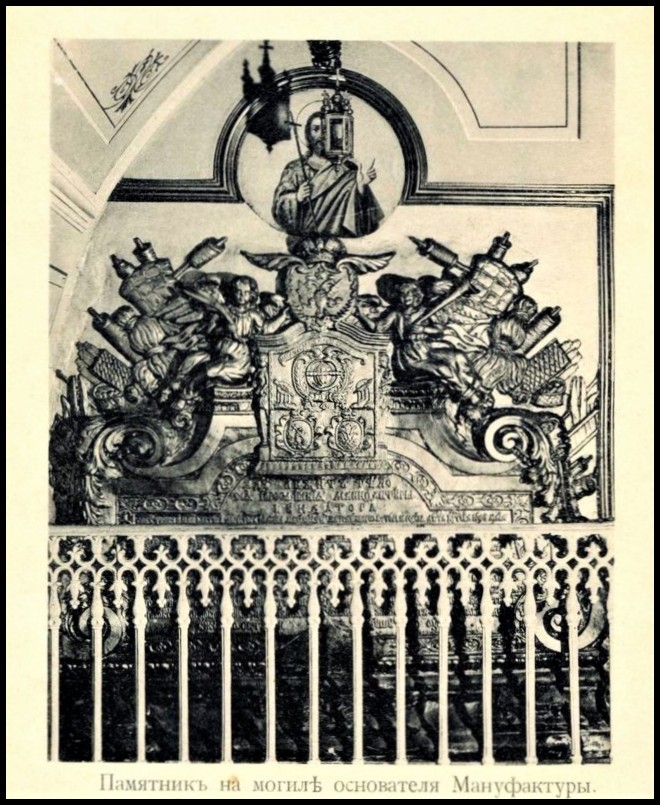
Памятник на могиле Ивана Затрапезного в начале XX века (уничтожен коммунистами)

Его полотняная ярославская мануфактура насчитывала более двухсот станов и около них до 6000 мастеров и работников. Кроме полотен простых и самых тонких, в Ярославле же Затрапезные выделывали шёлковые и шерстяные материи, скатерти и салфетки, по качеству не уступавшие голландским и, судя по ценам на них, рассчитанные на богатых покупателей. Из тканей, вырабатываемым ими, особенно широким распространением пользовался род тика, простая пестрядина, употреблявшаяся для домашнего платья; она называлась «затрапез» (затрапезное платье, быть в затрапезном виде). При мануфактуре была большая красильня. Были ещё у них же в Ярославле маслодельня, лесопильный и кирпичный заводы. Отдельно существовала бумажная фабрика, дела которой шли все хуже и хуже. 10 ноября 1741 г., вследствие многократных жалоб присутственных мест, Сенат объявил о неприёме бумаги от Затрапезных по окончании сроков контрактов. Качество изготавливаемой на фабрике Затрапезного бумаги было низким, а цена — явно завышенной. В связи с этим 7 (18) апреля 1742 года был издан императорский указ, в котором отмечалось следующее: «принимаемая с фабрики Затрапезного бумага гораздо толста, и книги оною по величине чрезвычайно наполняются, и переплётом по толстоте скоро вредны… оная Затрапезного бумага не только к печатанию книг неудобна, но и весьма против других бумажных фабрик содержателей… в цене превосходительна». Указ предписывал покупать бумагу для присутственных мест у тех фабрикантов, кто «оную добротою лучше и дешевле ставить будет».

### Наследники
Андрей и Гавриил (выделившийся из дела в 1736 году) Затрапезные, вероятно, умерли ещё до Ивана. Наследниками всего огромного состояния Ивана Затрапезного были его дети: сын Алексей, родившийся 10 марта 1732 г., и замужние дочери, из которых старшая была замужем за майором Лакостовым, опекуном Алексея и управителем всех имуществ наследников Ивана Затрапезного, вторая, Сарра, — за Балашовым, третья, Сусанна, овдовевшая к 1744 году, — за Болотиным и четвёртая, Ева, — за Даниилом Яковлевичем Земским, а также брат Дмитрий.
Полотняная мануфактура, отошедшая к сыну основателя, стала называться Ярославской Большой мануфактурой, а бумажное производство, унаследованное Дмитрием — Малой мануфактурой. Через столетие на построенной Иваном Затрапезновым полотняной мануфактуре произошел крупный пожар, уничтоживший большую часть построек, и она была продана наследниками со всеми землями и постройками. Ныне на её месте располагается Петропавловский парк.